# 基士堤站
基士堤站（英語：Christie Station）是一座多倫多地鐵布魯亞－丹佛線車站，坐落加拿大安大略省多倫多基士堤街（Christie Street）和布魯亞西街（Bloor Street West）的交界處以北，於1966年2月26日聯同該地鐵線的首期路段一起開幕。多倫多公車局旗下的126號基士堤巴士線（Christie）駛經此站。

## 外部連結
- 维基共享资源上的相關多媒體資源：基士堤站
- （英文）TTC Christie Station （页面存档备份，存于）－多倫多公車局網站 基士堤站頁面